# 1877年式7.5公分山炮
1877年式7.5公分山炮（德語：7,5-cm-Gebirgskanone Ord 1877）是瑞士向德意志帝國位在埃森的克虜伯公司訂製的山炮，屬於克虜伯在19世紀後期外銷火炮的典型設計，也是瑞士軍隊服役的最後一款無制退復進機設計後裝火炮，20世紀初被1906年式7.5公分山炮給替換。

## 簡介
1874年，瑞士政府提出換裝新型山炮的計畫，1876年，克虜伯打造了1門以鑄鋼材質打造的原型山炮，在1877年2月交付瑞士陸軍測試，測試的結果讓瑞士軍方滿意，採用青銅材質炮管的1864年式7.5公分山炮有效射程約1,200公尺，原型炮在相同精度下射程大幅提升1,000公尺，瑞士在同年向克魯伯訂購了18門火砲與24組炮架。
1877年式7.5公分山炮採用了碳鋼炮管，搭配水平滑鍥式炮閂，但在19世紀時彈簧閉鎖機制尚未完成研製，炮閂閉鎖需要靠炮閂左側的把手轉動控制開閉，炮架同樣的使用實心鋼板打造，炮輪為木造輻射式車輪。砲彈為發射藥和彈頭各自分裝的分離式炮彈，點火靠的是在炮膛上方插入的點火雷管啟爆。砲彈使用的炸藥為填充黑火藥的榴彈與霰彈，榴彈內炸藥填裝量100公克，彈體內插入10片鐵環，增加爆炸後的破片殺害效果；霰彈則是裝有110顆重15克的鉛子彈。
1893年，在原廠認證後1877年式山炮的發射藥從黑火藥換成硝化纖維素粉末，在裝填更少量發射藥的情況下，火炮的最大射程從2,200公尺增加到3,000公尺。
山炮可使用馬匹拖曳，但主要功能確保了分解運輸，火炮可以分成炮身、炮架、炮輪等三個總成駝運，最重總成是含炮閂的炮身，重105公斤。一般編組為4馬運輸，3匹馬駝運火炮、1匹馬運輸炮彈，每匹馱畜負擔的重量在122公斤至160公斤之間。這個負重量基本上無法使用騾子馱運，只能使用馱馬運輸。

## 參考資料

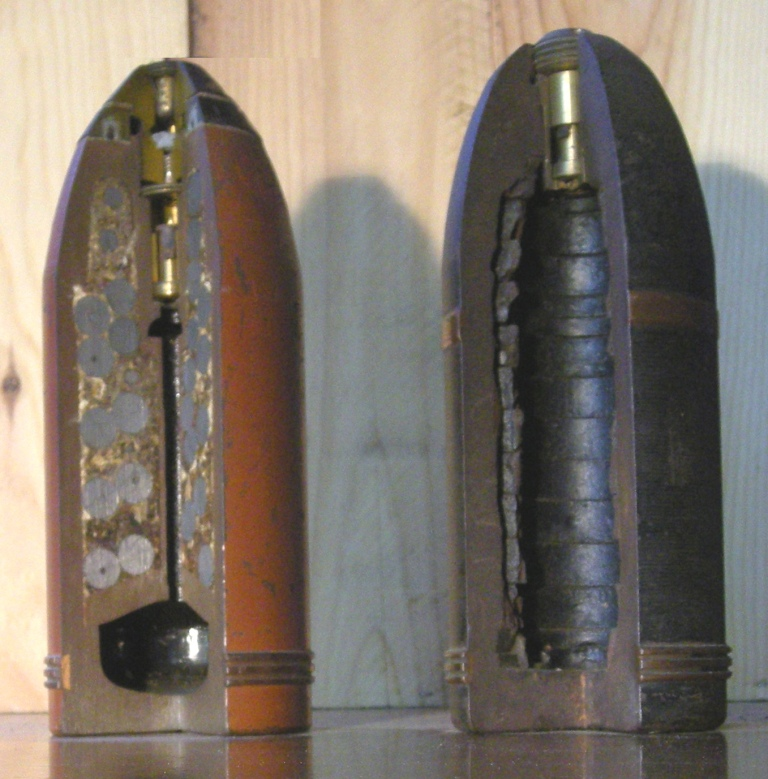
1877年式配賦的榴彈與霰彈剖面圖